# 洛東江 (情治機關)
洛東江（朝鲜语：／ Nakdonggang */?）是位於日本的朝鮮民主主義人民共和國的秘密情治機關，其為在日朝鮮人於關西地區具有據點並進行祕密活動的組織，組織的名稱係以大韓民國南部的洛東江作為命名。

## 概要
日本警方在1985年破獲的西新井事件是以東京足立區西新井作為據點，並在自稱「朴」的朝鮮間諜的手下指使下展開祕密活動，該間諜的手下是以盜取小住健藏等在地的2名日本人的戶籍且偽裝為受害者本人，進行長達十幾年的間諜活動。在事後調查中，「朴」被日本警方判斷是1978年7月31日在新潟县柏崎市海岸綁架蓮池薰和奧土祐木子夫婦的嫌犯崔承哲，日本警方在獲批逮捕令後隨即通報國際刑警組織進行國際通緝，而曾擔任西新井事件嫌犯崔承哲租用的房間擔保人是旅日韩侨李京雨（日本名為「名宫本明」），其為在1978年6月下旬失蹤的田口八重子為養育兩個孩子而工作的豐島區池袋飯店的常客，因為經常光顧該飯店而被列為失蹤案的重要關係人物，同時期也是1987年11月大韓航空858號班機空難的幫助犯之一，其協助化名為「蜂谷真一」的事件嫌犯金勝一透過熟人以不正當名義取得假護照。為李京雨背後提供資金援助的是在近畿地方的祕密組織「洛東江」，由許多特務與志願者組成的「洛東江」透過各式各樣的手段籌措資金，意向朝鮮政府進行匯款。
日本警方認為，對「洛東江」下達指示向李京雨提供資金的指使者是朝鮮勞動黨對外情報調查部（現朝鲜劳动党统一战线部）的幹部金世鎬。金世鎬是1977年9月將居住在東京的保安久美裕誘拐至石川縣能登町綁架的宇出津事件主嫌，亦是被國際刑警組織國際通緝的人物。
張龍雲是被旅日朝鲜人总联合会活動家發掘到「洛東江」在日特務，指出為了金日成、金正日父子，其透過黑暗世界籌措到鉅額非法資金並送往朝鮮，但遭到祖國和朝鮮總聯的背叛，並以特務代號「黑蛇」為名義吹哨出版《朝鮮總聯工作員》一書。據該書記載，1974年8月15日大韓民國第一夫人陸英修遭槍殺的朴正熙暗殺未遂事件（即文世光事件），與「洛東江」重量級特工曹廷樂有關。
張龍雲亦揭發「洛東江」是田中實綁架事件的犯嫌團體，由雇用田中實工作的「來大」拉麵店店主張某、「洛東江」特務韓龍大即最高幹部曹廷樂共謀，在1978年6月6日邀請田中實「去旅行」，從成田國際機場將其帶到奧地利，並從維也納經莫斯科綁架到平壤。半年後，田中實在拉麵店的韓國籍同事金田龍光收到以田中實為寄信人的國際信件，該封信件自維也納寄出，而收到該封信件的金田龍光在出發去東京的路途上也失蹤，而其也被認為亦有可能被綁架。救出北朝鮮綁架日本人全國協議會在2003年時，成功與綁架犯之一的曹廷樂進行接觸。最終，日本警方指控曹廷樂綁架田中實、金田龍光等2人，並以「所在国外移送目的略取罪」起訴韓龍大及曹廷樂。

### 引用資料
1. 1 2 3 4 5 6 7 8 9 10 11 12  THE SANKEI NEWS. . 產經新聞社. 2018-06-29  [2021-11-04]. （原始内容存档于2022-04-11）.
2. ↑  .   [2022-10-08]. （原始内容存档于2022-04-07）.
3. ↑  荒木（2005）pp.182-183
4. ↑  . .   [2021-11-04]. （原始内容存档于2022-07-18）.
5. ↑  張（1999）
6. ↑  張（1999）p.81
7. ↑  張（1999）p.131
8. 1 2 3 4  . . . 2005-12-03  [2021-11-04]. （原始内容存档于2021-10-25）.
9. ↑  . . . 2005-06-10  [2021-11-04]. （原始内容存档于2021-11-05）.
10. ↑  . . . 2002-10-17  [2021-11-04]. （原始内容存档于2021-11-05）.
11. ↑  . . . 2003-06-06  [2021-11-04]. （原始内容存档于2021-11-05）.